# Nederlandse ijshockeyploeg (mannen)

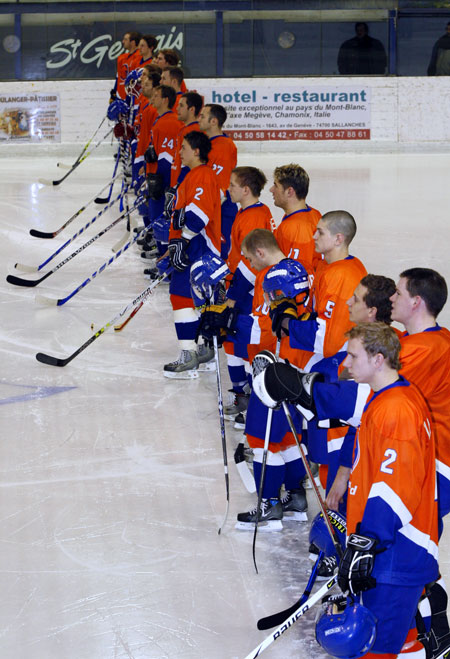
De Nederlandse ijshockeyploeg in 2007.

 De Nederlandse ijshockeyploeg is een team van ijshockeyers dat Nederland vertegenwoordigt bij internationale wedstrijden. De ploeg maakt deel uit van IJshockey Nederland (IJNL), de nieuwe naam van de Nederlandse IJshockey Bond (NIJB).
Amper vier maanden na de oprichting van de Nederlandse IJshockey Bond in 1934 speelde de Nederlandse ijshockeyploeg zijn eerste interland. Dat was op 5 januari 1935 en de tegenstander was België, dat in 1913 nog Europees kampioen was geworden. Nederland verloor de wedstrijd op de ijsbaan in de Amsterdamse Linnaeusstraat, maar hield de schade beperkt: 0-4.
Het team bestond destijds grotendeels uit in allerijl omgeschoolde veldhockeyers. Nadien werkte de nationale ploeg zich gestaag op in het internationale ijshockey. Een 'historische' prestatie leverde de ploeg door, vooral dankzij de inbreng van 'Nederlandse Canadezen', bij de Olympische Winterspelen in 1980 (Lake Placid) als negende te eindigen in een deelnemersveld van twaalf landen.

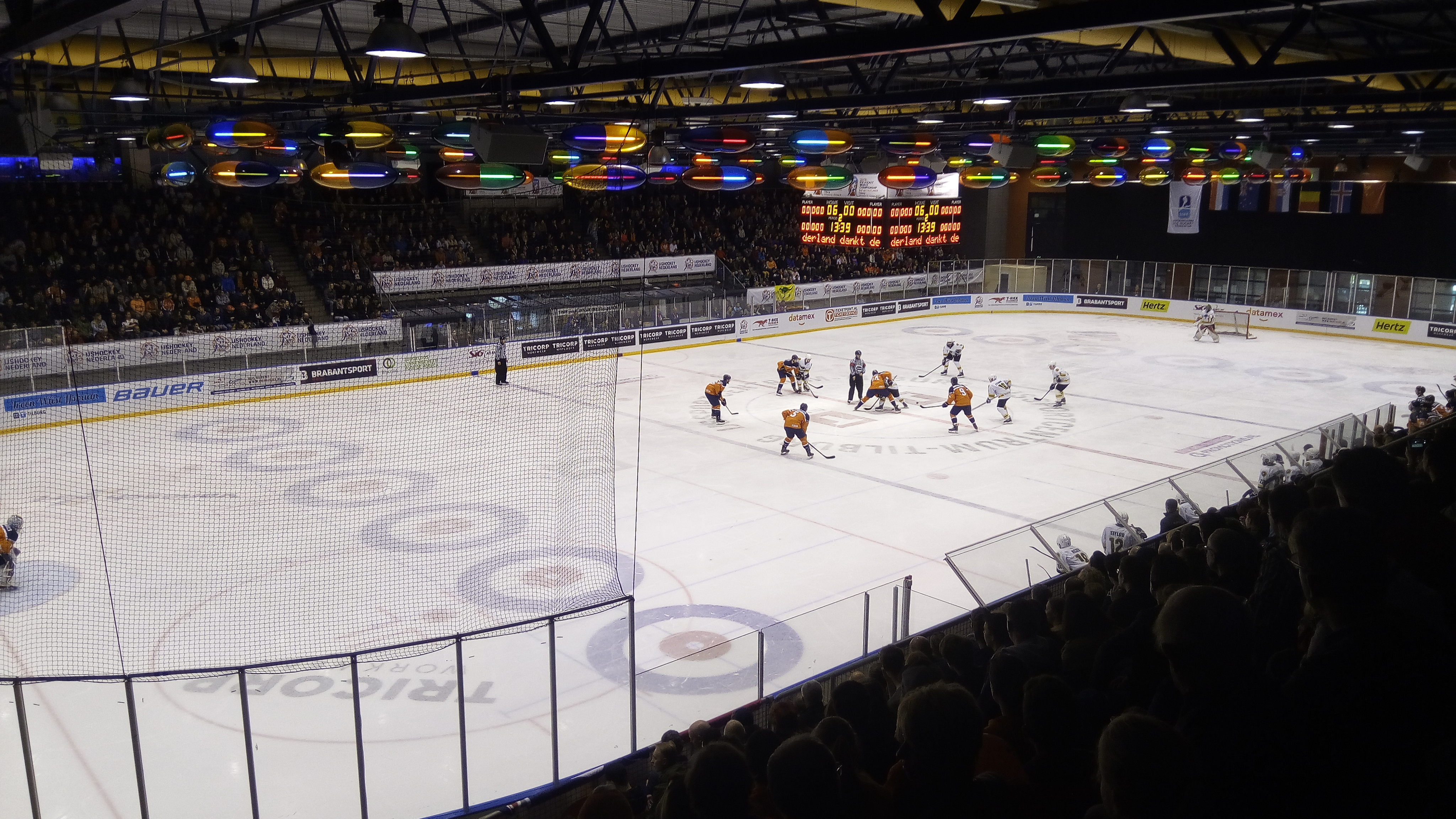
Nederland - Australië tijdens het WK Divisie II Groep A in Tilburg (mei 2018)

## WK-resultaten
| Jaar | Plaats (Land)                    | Klassering | Soort WK (groep) | Aantal deelnemers |
| ---- | -------------------------------- | ---------- | ---------------- | ----------------- |
| 1935 | Davos (Zwitserland)              | 14         | WK A-landen      | 14                |
| 1939 | Bazel/Zürich (Zwitserland)       | 11         | WK A-landen      | 11                |
| 1950 | Londen (Groot-Brittannië)        | 8          | WK A-landen      | 9                 |
| 1951 | Parijs (Frankrijk)               | 3          | WK B-landen      | 6                 |
| 1952 | Luik (België)                    | 4          | WK B-landen      | 6                 |
| 1953 | Zürich/Bazel (Zwitserland)       | 4          | WK B-landen      | 5                 |
| 1955 | Dortmund/Krefeld (Duitsland)     | 3          | WK B-landen      | 5                 |
| 1961 | Genève/Lausanne (Zwitserland)    | 4          | WK C-landen      | 6                 |
| 1962 | Colorado Springs (VS)            | 4          | WK B-landen      | 6                 |
| 1963 | Stockholm (Zweden)               | 5          | WK C-landen      | 6                 |
| 1967 | Wenen (Oostenrijk)               | 5          | WK C-landen      | 5                 |
| 1969 | Skopje (Joegoslavië)             | 4          | WK C-landen      | 6                 |
| 1970 | Galati (Roemenië)                | 6          | WK C-landen      | 6                 |
| 1971 | Eindhoven (Nederland)            | 7          | WK C-landen      | 8                 |
| 1972 | Miercurea Ciuc (Roemenië)        | 6          | WK C-landen      | 7                 |
| 1973 | Den Haag (Nederland)             | 2          | WK C-landen      | 8                 |
| 1974 | Ljubljana (Joegoslavië)          | 5          | WK B-landen      | 8                 |
| 1975 | Sapporo (Japan)                  | 8          | WK B-landen      | 8                 |
| 1976 | Biel/Aarau (Zwitserland)         | 6          | WK B-landen      | 8                 |
| 1977 | Tokio (Japan)                    | 8          | WK B-landen      | 9                 |
| 1978 | Las Palmas (Spanje)              | 1          | WK C-landen      | 8                 |
| 1979 | Galati (Roemenië)                | 1          | WK B-landen      | 10                |
| 1981 | Stockholm/Göteborg (Zweden)      | 8          | WK A-landen      | 8                 |
| 1982 | Klagenfurt (Oostenrijk)          | 8          | WK B-landen      | 8                 |
| 1983 | Boedapest (Hongarije)            | 1          | WK C-landen      | 8                 |
| 1985 | Fribourg (Zwitserland)           | 6          | WK B-landen      | 8                 |
| 1986 | Eindhoven (Nederland)            | 5          | WK B-landen      | 8                 |
| 1987 | Canazei (Italië)                 | 7          | WK B-landen      | 8                 |
| 1989 | Sydney (Australië)               | 1          | WK C-landen      | 8                 |
| 1990 | Megève/Lyon (Frankrijk)          | 8          | WK B-landen      | 8                 |
| 1991 | Ljubljana/Jesenice (Joegoslavië) | 7          | WK B-landen      | 8                 |
| 1992 | Klagenfurt (Oostenrijk)          | 2          | WK B-landen      | 8                 |
| 1993 | Eindhoven (Nederland)            | 3          | WK B-landen      | 8                 |
| 1994 | Kopenhagen (Denemarken)          | 6          | WK B-landen      | 8                 |
| 1995 | Bratislava (Slowakije)           | 4          | WK B-landen      | 8                 |
| 1996 | Eindhoven (Nederland)            | 7          | WK B-landen      | 8                 |
| 1997 | Katowice/Sosnowiecz (Polen)      | 7          | WK B-landen      | 8                 |
| 1998 | Ljubljana/Jesenice (Slovenië)    | 8          | WK B-landen      | 8                 |
| 1999 | Eindhoven/Tilburg (Nederland)    | 1          | WK C-landen      | 7                 |
| 2000 | Katowice (Polen)                 | 8          | WK B-landen      | 8                 |
| 2001 | Grenoble (Frankrijk)             | 5          | WK divisie I (A) | 6                 |
| 2002 | Eindhoven (Nederland)            | 4          | WK divisie I (A) | 6                 |
| 2003 | Boedapest (Hongarije)            | 4          | WK divisie I (A) | 6                 |
| 2004 | Oslo (Noorwegen)                 | 3          | WK divisie I (A) | 6                 |
| 2005 | Eindhoven (Nederland)            | 3          | WK divisie I (A) | 6                 |
| 2006 | Tallinn (Estland)                | 5          | WK divisie I (B) | 6                 |
| 2007 | Qiqihar (China)                  | 5          | WK divisie I (A) | 6                 |
| 2008 | Innsbruck (Oostenrijk)           | 5          | WK divisie I (A) | 6                 |
| 2009 | Toruń (Polen)                    | 5          | WK divisie I (B) | 6                 |
| 2010 | Tilburg (Nederland)              | 4          | WK divisie I (A) | 6                 |
| 2011 | Budapest (Hongarije)             | 4          | WK divisie I (A) | 5                 |
| 2012 | Krynica Zdrój (Polen)            | 3          | WK divisie I (B) | 6                 |
| 2013 | Donetsk (Ukraine)                | 3          | WK divisie I (B) | 6                 |